# Ctimene inversa
Ctimene inversa là một loài bướm đêm trong họ Geometridae.